# Varvisaari (ö i Norra Savolax)
Varvisaari är en ö i Finland. Den ligger i sjön Kallavesi och i kommunen Kuopio i den ekonomiska regionen  Kuopio ekonomiska region  och landskapet Norra Savolax, i den centrala delen av landet, 300 km nordost om huvudstaden Helsingfors. Öns area är 8,3 hektar och dess största längd är 490 meter i nord-sydlig riktning.